# Kvítek
Kvítek je malá vesnice, část obce Ctětín v okrese Chrudim. Nachází se asi 1,5 km severozápadně od Ctětína. V roce 2015 zde bylo 30 domů.